# Petr Sýkora (hockey sur glace, 1976)
Pour l’article homonyme, voir Petr Sýkora (hockey sur glace, 1978).
Petr Sýkora  (né le 19 novembre 1976 à Pilsen en Tchécoslovaquie aujourd'hui ville de République tchèque) est un joueur professionnel de hockey sur glace.

## Carrière
Il commence sa carrière en jouant pour le club de sa ville natale, le HC Plzeň en 1992-1993 dans l'Extraliga (plus haute division de Tchécoslovaquie). Il est élu meilleure recrue du championnat.
L'année suivante, il débute avec Pilsen et en cours de saison il rejoint les Lumberjacks de Cleveland de la Ligue internationale de hockey puis est choisi par les Devils du New Jersey de la Ligue nationale de hockey au cours du repêchage de 1995. Il est le premier choix des Devils (18e choix en tout). Au bout de cinq matchs avec l'équipe associée à la franchise de la LNH, les River Rats d'Albany de la Ligue américaine de hockey, il rejoint les Devils.
Il reste chez les Devils jusqu'à la fin de la saison 2001-2002 et est actuellement le 9e meilleur pointeur de la franchise avec 350 points (145 buts et 205 aides). En 2000, il gagne la Coupe Stanley avec les Devils.
Il prend alors la direction des Mighty Ducks d'Anaheim en 2002 en retour de Jeff Friesen et Oleg Tverdovski. Il mène sa nouvelle formation à la finale de la Coupe Stanley mais ils perdent la Coupe contre ses anciens coéquipiers.
Au cours du lock-out 2004-2005 de la LNH, il rejoint la Russie et sa Superliga en jouant pour le Metallurg Magnitogorsk où il joue aux côtés d'Ievgueni Malkine. Pour la saison 2005-2006, il retourne avec les Ducks mais les quitte avant la fin de la saison pour rejoindre les Rangers de New York. En août 2006, il signe un contrat d'un an avec les Oilers d'Edmonton et joue alors sur la même ligne que son compatriote Aleš Hemský. Un an plus tard, agent libre, il prend la direction des Penguins de Pittsburgh pour deux saisons et retrouve Malkine. Avec l'équipe 2007-2008, il parvient à la finale de la Coupe Stanley mais finalement l'équipe perd au sixième 4 matchs à 2 après avoir remporté le cinquième match de la finale sur la glace des Red Wings de Détroit au bout de trois prolongations. Au cours de ce match, Sýkora va inscrire le but de la victoire pour son équipe, conformément à ses affirmations à ses coéquipiers au cours du match. Il remporte la Coupe Stanley avec les Penguins puis en septembre 2009 signe avec le Wild du Minnesota pour la saison 2009-2010.

## Statistiques
| Saison     | Équipe                   | Ligue      |       | Saison régulière | Saison régulière | Saison régulière | Saison régulière | Saison régulière |    | Séries éliminatoires | Séries éliminatoires | Séries éliminatoires | Séries éliminatoires | Séries éliminatoires |
| Saison     | Équipe                   | Ligue      | PJ    | B                | A                | Pts              | Pun              | PJ               | B  | A                    | Pts                  | Pun                  |                      |                      |
| 1992-1993  | HC Plzeň                 | Extraliga  | 19    | 12               | 5                | 17               | 0                |                  |    |                      |                      |                      |                      |                      |
| 1993-1994  | HC Plzeň                 | Extraliga  | 41    | 10               | 17               | 27               | 0                |                  |    |                      |                      |                      |                      |                      |
| 1993-1994  | Lumberjacks de Cleveland | LIH        | 13    | 4                | 5                | 9                | 8                |                  |    |                      |                      |                      |                      |                      |
| 1994-1995  | Vipers de Détroit        | LIH        | 29    | 12               | 17               | 29               | 16               |                  |    |                      |                      |                      |                      |                      |
| 1995-1996  | River Rats d'Albany      | LAH        | 5     | 4                | 1                | 5                | 0                |                  |    |                      |                      |                      |                      |                      |
| 1995-1996  | Devils du New Jersey     | LNH        | 63    | 18               | 24               | 42               | 32               |                  |    |                      |                      |                      |                      |                      |
| 1996-1997  | River Rats d'Albany      | LAH        | 43    | 20               | 25               | 45               | 48               | 4                | 1  | 4                    | 5                    | 2                    |                      |                      |
| 1996-1997  | Devils du New Jersey     | LNH        | 19    | 1                | 2                | 3                | 4                | 2                | 0  | 0                    | 0                    | 2                    |                      |                      |
| 1997-1998  | River Rats d'Albany      | LAH        | 2     | 4                | 1                | 5                | 0                |                  |    |                      |                      |                      |                      |                      |
| 1997-1998  | Devils du New Jersey     | LNH        | 58    | 16               | 20               | 36               | 22               | 2                | 0  | 0                    | 0                    | 0                    |                      |                      |
| 1998-1999  | Devils du New Jersey     | LNH        | 80    | 29               | 43               | 72               | 22               | 7                | 3  | 3                    | 6                    | 4                    |                      |                      |
| 1999-2000  | Devils du New Jersey     | LNH        | 79    | 25               | 43               | 68               | 26               | 23               | 9  | 8                    | 17                   | 10                   |                      |                      |
| 2000-2001  | Devils du New Jersey     | LNH        | 73    | 35               | 46               | 81               | 32               | 25               | 10 | 12                   | 22                   | 12                   |                      |                      |
| 2001-2002  | Devils du New Jersey     | LNH        | 73    | 21               | 27               | 48               | 44               | 4                | 0  | 1                    | 1                    | 0                    |                      |                      |
| 2002-2003  | Mighty Ducks d'Anaheim   | LNH        | 82    | 34               | 25               | 59               | 24               | 21               | 4  | 9                    | 13                   | 12                   |                      |                      |
| 2003-2004  | Mighty Ducks d'Anaheim   | LNH        | 81    | 23               | 29               | 52               | 34               |                  |    |                      |                      |                      |                      |                      |
| 2004-2005  | Metallourg Magnitogorsk  | Superliga  | 45    | 18               | 13               | 31               | 44               | 5                | 2  | 3                    | 5                    | 8                    |                      |                      |
| 2005-2006  | Mighty Ducks d'Anaheim   | LNH        | 34    | 7                | 13               | 20               | 28               |                  |    |                      |                      |                      |                      |                      |
| 2005-2006  | Rangers de New York      | LNH        | 40    | 16               | 15               | 31               | 22               | 4                | 0  | 0                    | 0                    | 0                    |                      |                      |
| 2006-2007  | Oilers d'Edmonton        | LNH        | 82    | 22               | 31               | 53               | 40               |                  |    |                      |                      |                      |                      |                      |
| 2007-2008  | Penguins de Pittsburgh   | LNH        | 81    | 28               | 35               | 63               | 41               | 20               | 6  | 3                    | 9                    | 16                   |                      |                      |
| 2008-2009  | Penguins de Pittsburgh   | LNH        | 76    | 25               | 21               | 46               | 36               | 7                | 0  | 1                    | 1                    | 0                    |                      |                      |
| 2009-2010  | Wild du Minnesota        | LNH        | 14    | 2                | 1                | 3                | 8                |                  |    |                      |                      |                      |                      |                      |
| 2010-2011  | HC Plzeň                 | Extraliga  | 13    | 5                | 8                | 13               | 14               |                  |    |                      |                      |                      |                      |                      |
| 2010-2011  | Dinamo Minsk             | KHL        | 28    | 8                | 7                | 15               | 58               | 7                | 1  | 1                    | 2                    | 4                    |                      |                      |
| 2011-2012  | Devils du New Jersey     | LNH        | 82    | 21               | 23               | 44               | 40               | 18               | 2  | 3                    | 5                    | 6                    |                      |                      |
| 2012-2013  | CP Berne                 | LNA        | 5     | 2                | 2                | 4                | 0                | 4                | 1  | 2                    | 3                    | 2                    |                      |                      |
| Totaux LNH | Totaux LNH               | Totaux LNH | 1 017 | 323              | 398              | 721              | 455              | 133              | 34 | 40                   | 74                   | 62                   |                      |                      |

## Carrière internationale
Il représente la Tchécoslovaquie lors des championnats d'Europe junior de hockey sur glace en 1993. Par la suite, il joue avec l'équipe de Tchéquie lors des compétitions suivantes :
- Championnat d'Europe junior : 1994
- Championnat du monde junior
  - 1994 - il est alors le meilleur buteur du tournoi.
  - 1995
- Coupe du monde de hockey
  - 1996
  - 2004 : défaite en demi-finale
- Championnat du monde
  - 1998 :  Médaille de bronze
  - 1999 :  Médaille d'or
  - 2005 :  Médaille d'or
- Jeux olympiques d'hiver
  - 2002 : élimination en quart de finale, 7e place